# Steven Yeun
Steven Yeun (* 21. Dezember 1983 in Seoul, Südkorea) ist ein südkoreanisch-US-amerikanischer Schauspieler, der sowohl in Film und Fernsehen, als auch als Theaterschauspieler zum Einsatz kommt. Des Weiteren ist der gebürtige Südkoreaner auch als Synchronsprecher tätig.

## Leben und Karriere
Der in der südkoreanischen Hauptstadt geborene Yeun kam noch in jungen Jahren in die Vereinigten Staaten, wo er in Troy im US-Bundesstaat Michigan aufwuchs. Den Weg in die Schauspielerei fand er während seiner Zeit am Kalamazoo College, an dem er Psychologie studierte und ein Stück der dortigen Improvisationstheatergruppe besuchte. Ab diesem Zeitpunkt beschloss er sich vor allem der Schauspielerei zu widmen und studierte nach seiner Graduierung in Kalamazoo Improvisationstheater in Chicago, wo er auch an verschiedenen Theatern und Theatergruppen (u. a. in The Second City) mitwirkte. In The Second City kam er unter anderem in deren Wandertheatertruppen zum Einsatz, war aber auch in den am Standort von The Second City im Chicagoer Stadtteil Old Town ansässigen Gruppen aktiv. Ein anderes Chicagoer Theater in dem Yeun spielte, war unter anderem die Steppenwolf Theatre Company, wo er im Stück Kafka on the Shore in zwei wesentlichen Rollen engagiert war. Außerdem spielte er noch in einigen ortsansässigen Improvisations- und Sketchgruppen mit. Mit der Zeit sammelte er auch in Werbespots zu verschiedenen bekannten Marken wie Best Buy, Apple oder Milky Way Erfahrung und hatte schließlich im Jahr 2007 sein erstes nennenswertes internationales Engagement, als er als Synchronsprecher für das Computerspiel Crysis engagiert wurde und auch im Folgespiel Crysis Warhead zu hören war.
Nach seiner Zeit in Chicago zog Yeun nach Los Angeles, wo er aktuell noch immer wohnt. Seinen ersten nennenswerten Fernsehauftritt hatte Yeun dann schließlich im Jahre 2009, als er unter anderem im Kurzfilm The Kari Files, dem Debütfilm von Greg Grabianski als Regisseur und gleichzeitig Produzent, mitwirkte. Noch im selben Jahr erhielt er eine der Hauptrollen im Independentfilm My Name Is Jerry, gefolgt von einem ereignisreichen Jahr 2010, in dem er gleich in einer Reihe von verschiedenen Produktionen engagiert wurde. Dabei hatte er unter anderem im Kurzfilm Carpe Millennium erneut eine der Hauptrollen inne und war außerdem mit Blowout Sale in einem weiteren Kurzfilm zu sehen. Nach einer kurzen Sprechrolle (als Leonards Vormieter) in Episode 3.22 von The Big Bang Theory wurde Yeun im Mai 2010 als eine der Hauptfiguren in den Cast von The Walking Dead geholt. In der Serie spielte er bis zum Anfang der siebten Staffel den ehemaligen Pizzazusteller Glenn, der nach der Zombie-Apokalypse zu einem wichtigen Mitglied in der Überlebendengruppe wurde.
Der bislang größte Erfolg in Yeuns Filmkarriere stellte sich mit der Hauptrolle in dem Filmdrama Minari – Wo wir Wurzeln schlagen (2020) ein, für das er u. a. eine Oscar-Nominierung erhielt.
Seit The Walking Dead wird er im Deutschen überwiegend von Jesco Wirthgen gesprochen.
Anfang Dezember 2016 heiratete Steven Yeun seine langjährige Freundin in Los Angeles.
Im Sommer 2021 wurde Yeun Mitglied der Academy of Motion Picture Arts and Sciences.

## Auszeichnungen
- Oscars 2021, Nominiert als Bester Hauptdarsteller (Minari – Wo wir Wurzeln schlagen)
- Golden Globe Awards 2024, Bester Hauptdarsteller – Miniserie, Anthologie-Serie oder Fernsehfilm (Beef)
- Emmy Awards 2023, Bester Hauptdarsteller in einer Miniserie oder Fernsehfilm (Beef)

## Filmografie (Auswahl)
- 2009: The Kari Files
- 2009: My Name Is Jerry
- 2009: Carpe Millennium
- 2010: Blowout Sale
- 2010: The Big Bang Theory (Fernsehserie, Episode 3x22)
- 2010–2016: The Walking Dead (Fernsehserie, 67 Episoden)
- 2011: Law & Order: LA (Fernsehserie, Episode 1x15)
- 2011: Warehouse 13 (Fernsehserie, Episode 3x06)
- 2013: Die Legende von Korra (The Legend of Korra, Fernsehserie, 3 Episoden, Stimme)
- 2014: I Origins – Im Auge des Ursprungs (I Origins)
- 2015: Like a French Film
- 2016–2018: Voltron: Legendärer Verteidiger (Voltron: Legendary Defender, Fernsehserie, 64 Episoden, Stimme)
- 2016–2018: Trolljäger (Trollhunters, Fernsehserie, 27 Episoden, Stimme)
- 2017: Okja
- 2017: Mayhem
- 2017: Bo und der Weihnachtsstern (The Star, Stimme)
- 2018: Sorry to Bother You
- 2018: Burning
- 2018–2019: 3 von oben (3Below, Fernsehserie, 19 Episoden, Stimme)
- 2018–2021: Final Space (Fernsehserie, 35 Episoden, Stimme)
- 2019: The Twilight Zone (Fernsehserie, Episode 1x04)
- 2019–2022: Tuca & Bertie (Fernsehserie, Stimme)
- 2020: Minari – Wo wir Wurzeln schlagen (Minari)
- 2020: Die Zauberer (Wizards, Fernsehserie, 10 Episoden, Stimme)
- 2021: The Humans
- 2021: Space Jam: A New Legacy
- seit 2021: Invincible (Fernsehserie, Stimme)
- 2022: Nope
- 2023: Beef (Fernsehserie)
- 2024: Love Me
- 2025: Mickey 17

Sonstige Engagements
- 2007: Crysis (Computerspiel)
- 2008: Crysis Warhead (Computerspiel)